# Чороборень
Чороборень, Чороборені (рум. Cioroboreni) — село у повіті Мехедінць в Румунії. Входить до складу комуни Жіана.
Село розташоване на відстані 264 км на захід від Бухареста, 28 км на південь від Дробета-Турну-Северина, 83 км на захід від Крайови.

## Населення
За даними перепису населення 2002 року у селі проживали 945 осіб. Усі жителі села рідною мовою назвали румунську.
Національний склад населення села:
| Національність | Кількість осіб | Відсоток |
| -------------- | -------------- | -------- |
| румуни         | 934            | 98,8%    |
| цигани         | 11             | 1,2%     |